# 인기
사회학에서 인기(人氣)는 사람, 아이디어, 장소, 물건 또는 다른 개념이 다른 사람들에게 얼마나 호감받거나 지위를 부여받는지를 나타낸다. 대중화(大衆化)라고도 한다. 호감은 호혜적 호감, 대인 매력 및 유사한 요인들 때문일 수 있다. 사회적 지위는 지배, 우월성 및 유사한 요인들 때문일 수 있다. 예를 들어, 친절한 사람은 호감을 얻을 수 있어 다른 사람보다 더 인기가 많을 수 있으며, 부유한 사람은 우월하게 여겨져 다른 사람보다 더 인기가 많을 수 있다.
대인 인기에는 지각된 인기와 사회측정적 인기라는 두 가지 주요 유형이 있다. 지각된 인기는 사람들이 자신의 사회 집단에서 가장 인기 있거나 사회적으로 중요한 사람이 누구인지 물어봄으로써 측정된다. 사회측정적 인기는 한 개인이 집단 내 다른 사람들과 갖는 연결의 수를 객관적으로 측정함으로써 측정된다. 한 개인은 사회측정적 인기가 높지 않으면서도 지각된 인기가 높을 수 있으며, 그 반대도 가능하다.
네이메헌 랏바우트 대학교의 심리학자 테사 란수(Tessa Lansu)에 따르면, "인기는 집단의 중심이 되고 그 집단에 영향을 미치는 것과 관련이 있다."

## 서론

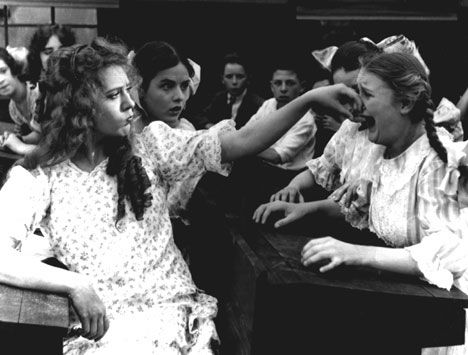
1917년 무성 영화 써니브룩 농장의 레베카의 한 장면으로, 한 소녀가 다른 소녀에게 노골적인 공격성을 보이는 모습이다.

인기라는 용어는 원래 "일반적인"을 의미하는 라틴어 popularis에서 유래했다. 인기라는 단어의 현재 정의인 "사람들에게 잘 알려진 사실 또는 상태"는 1601년에 처음 등장했다.
인기는 종종 개인에게 귀속되는 특성이지만, 본질적으로 사회적 현상이므로 사람들의 집단이라는 맥락에서만 이해될 수 있다. 인기는 집단적 인식이며, 개인은 인기를 평가할 때 개인이나 사물에 대한 집단의 감정적 합의를 보고한다. 어떤 것을 좋아하려면 사람들의 집단이 필요하므로, 사람들이 어떤 것을 더 많이 옹호하거나 어떤 사람이 가장 좋다고 주장할수록 더 많은 관심을 받고 더 인기가 있다고 여겨질 것이다.
위에도 불구하고, 인기라는 개념은 노래, 영화, 웹사이트, 활동, 비누, 음식 등과 같은 사물에 적용되거나 할당되거나 지시될 수 있다. 이러한 사물들은 함께 대중문화를 구성하며, 사회의 주류 선호도의 합의를 이룬다. 본질적으로, 인간이든 아니든 무엇이든 인기가 있다고 여겨질 수 있다.

## 대인 인기의 유형
오랫동안 인기 연구는 "잘 알려진" 것에 기반한 인기 정의에 초점을 맞췄다. 결국, 인기 있다고 인식되는 사람들이 원래 가정했던 것처럼 반드시 가장 호감받는 것은 아니라는 것이 밝혀졌다. 학생들이 가장 좋아하는 사람들과 인기 있다고 인식하는 사람들을 자유롭게 선택할 기회가 주어지면 종종 불일치가 나타난다. 이것은 사회 심리학이 인정하는 두 가지 주요 개인 인기 형태, 즉 사회측정적 인기와 지각된 인기가 있다는 증거이다. 프린스타인(Prinstein)은 이 두 가지 유형을 호감도 대 사회적 지위로 구분한다.

### 사회측정적 인기 또는 호감도
사회측정적 인기는 개인이 얼마나 호감받는가로 정의될 수 있다. 이러한 호감은 친사회적 행동과 상관관계가 있다. 친사회적으로 행동하는 사람들은 사회측정적으로 인기가 있다고 여겨질 가능성이 높다. 종종 그들은 대인 관계 능력, 타인에 대한 공감, 그리고 비공격적으로 협력하려는 의지로 알려져 있다. 이것은 호감도로 특징지어지는 더 사적인 판단이며, 일반적으로 집단 환경에서 공유되지 않는다. 종종 기밀이 보장되지 않는 한 개인들이 이 척도에서 누구를 인기 있다고 생각하는지 알기 어렵다.

### 지각된 인기 또는 사회적 지위
지각된 인기는 또래들 사이에서 인기 있는 것으로 알려진 개인들을 설명하는 데 사용된다. 사회측정적 인기와 달리, 지각된 인기는 종종 공격성과 지배력과 관련이 있으며 친사회적 행동에 의존하지 않는다. 이러한 형태의 인기는 종종 대중 매체에서 다루어진다. 지각된 인기를 다루는 주목할 만한 작품으로는 퀸카로 살아남는 법, 《Odd Girl Out》, 페리스의 해방 등이 있다. 지각된 인기를 가진 개인들은 종종 사회적으로 높은 가시성을 가지며 자주 모방되지만 거의 호감받지 못한다. 지각된 인기는 가시적인 명성과 모방의 척도이므로, 이러한 형태의 인기는 가장 공개적으로 논의되고, 집단 내에서 합의되며, 대부분의 사람들이 누군가를 인기 있다고 부를 때 언급하는 것이다.

## 종합 이론
현재까지 제안된 대인 인기에 대한 포괄적인 이론은 A. L. Freedman의 저서 『Popularity Explained』에 제시된 것뿐이다. 제안된 3가지 요인 모델은 사회측정적 인기와 지각된 인기라는 두 가지 개념을 직교적으로 결합하고 각각에 대한 명확한 정의를 제공함으로써 조화시키려 한다. 그렇게 함으로써, 호감이 지각된 인기를 보장하지 않고 지각된 인기가 호감을 보장하지 않는다는 직관에 반하는 사실을 조화시킨다.

### "Popularity Explained"
『Popularity Explained』는 원래 블로그로 시작하여 책으로 출판되었으며, 2013년부터 다양한 버전이 온라인에서 제공되었다.

#### 개념적 기초
『Popularity Explained』는 네 가지 주요 개념에 의존한다.
1. 좋아함과 매력은 동일하지 않다. 대인 관계에서 "좋아하는" 감정은 "매력"과 동일하지 않으며, 이 둘은 서로 다른 인간 행동을 유발한다는 것이다. 이에 대한 신경학적 증거는 켄트 C. 베리지의 연구와 그의 유인 돌출 모델에서 비롯된다. 『Popularity Explained』는 이 연구의 결론을 외삽하여 인간 대 인간의 대인 관계에 적용한다.
2. 모든 사회 집단에는 대인 매력의 계층이 존재한다. 『Popularity Explained』는 대인 매력에 대한 매우 광범위한 정의를 개발하며, 이는 수많은 다양한 요인에 기반하지만 주로 사회경제적 지위, 대인 유사성, 신체적 외모, 효능감에 기반한다고 주장한다. 이 책은 "매력의 계층"이라는 개념을 제안하는데, 이는 간단히 말해 사람들이 백분위수로 서로에게 얼마나 매력적인지를 보여주는 양식화된 종형 곡선이다.
3. 대인 매력(가장 넓은 의미에서)은 에너지 투입으로 이어진다. 에너지 투입은 개인이 대인 매력을 경험할 때 의식적, 무의식적으로 취하는 대인 관계 행동이다. 책에서 주어진 에너지 투입의 예시로는 물리적 근접 시도, 언어적 의사소통의 변화, 비언어적 의사소통의 변화, 편향된 대인 판단, 인지적 침입, 도움 행동 등이 있다.
4. 사회측정적 인기와 지각된 인기는 상관관계가 있지만 동일하지는 않다. 이 두 개념을 결합함으로써 『Popularity Explained』는 단일 그래프에 플로팅할 수 있는 여덟 가지 전형적인 학생 유형을 정의한다.

#### 삼요인 모델
프리드먼(Freedman)에 따르면, 개인의 사회적 위치는 그들이 무엇인지, 그들이 누구인지, 그리고 상황이라는 세 가지 요인의 조합에 의해 결정된다.
1. 무엇은 스포츠 참여, 신체적 외모 등과 같이 개인의 객관적인 모든 측면을 나타낸다. 지각된 인기는 주로 그 사람이 무엇인지의 결과이다. 이는 에너지 투입과 매력의 계층이 결합되어 매개된다. 소수의 선택된 사람들이 이러한 선호적인 에너지 투입을 받음으로써 사회측정적 인기와 지각된 인기를 결합한 그래프의 "인기 있는" 측으로 나아가게 된다.
2. 누구는 개인의 성격과 그들이 다른 사람들을 어떻게 대하는지를 나타낸다. 학생을 특징짓는 "좋아하는" 그리고 "싫어하는" 차원을 따라 학생이 어디에 위치하는지를 결정하는 책임이 있는 요소가 바로 이것이다. 개인이 친사회적일수록 더 많은 호감을 받을 것이다.
3. 상황은 개인이 처한 환경을 의미한다.[13][14] 다른 상황은 다른 사회적 결과를 초래할 수 있다. 예를 들어, 같은 학생이라도 교회 청소년 그룹의 사회적 맥락에서는 인기 있다고 인식될 수 있지만, 학교 전체의 사회적 맥락에서는 인기가 없다고 인식될 수 있다.

## 대인 관계적 원인

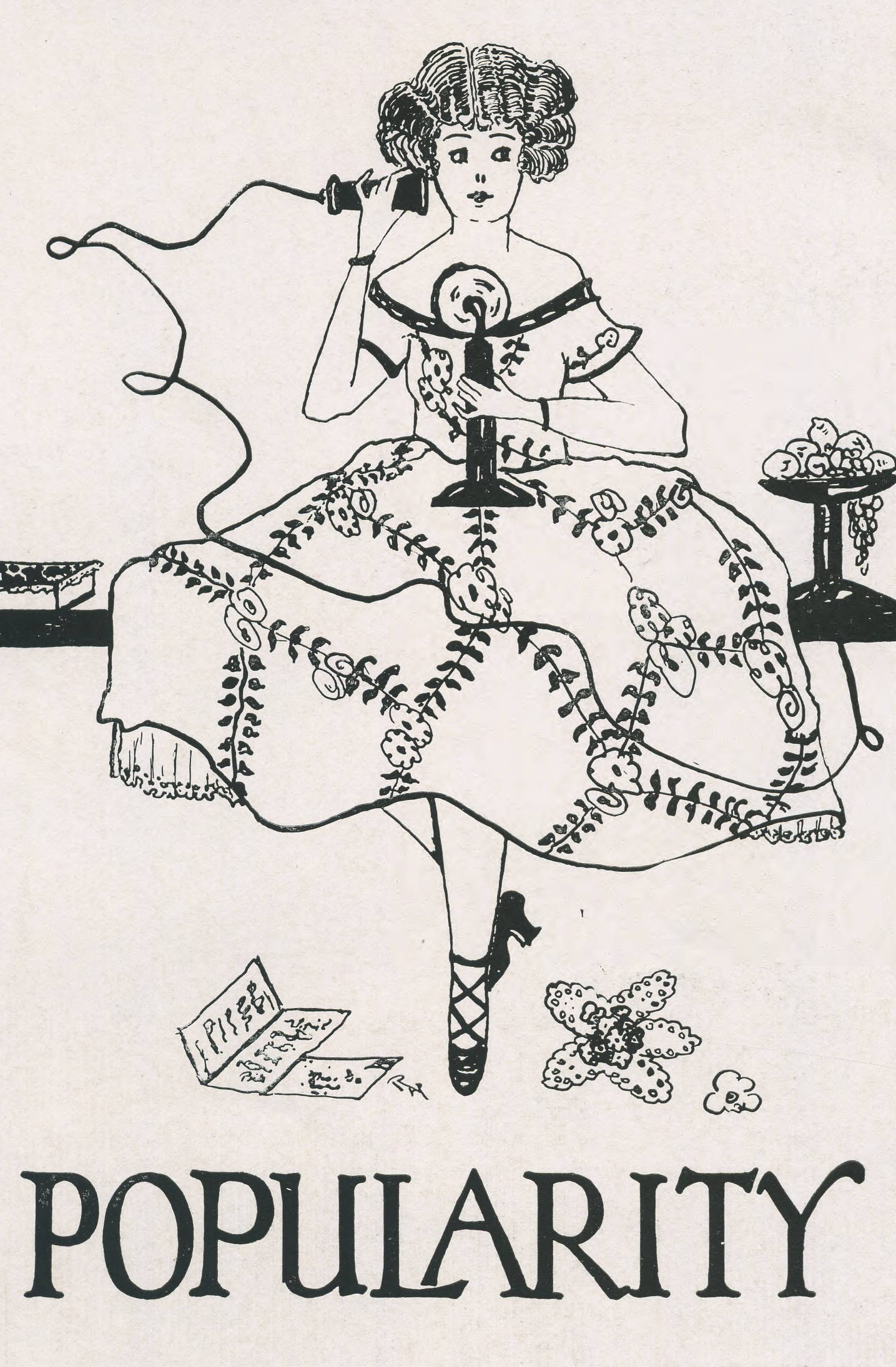
이스트 텍사스 주립 사범 대학의 1922년 로커스트 연감에 실린 "인기" 삽화

개인의 인기 수준을 높이는 요인에 대한 가장 널리 동의하는 이론 중 하나는 그 개인이 집단에 가져다주는 인지된 가치이다. 이는 모든 집단의 구성원들에게 해당되는 것으로 보이지만, 특히 특정 목적을 위해 존재하는 집단에서 더욱 명확하게 나타난다. 예를 들어, 스포츠 팀은 다른 스포츠 팀과의 경쟁에서 성공하는 것을 목표로 존재한다. 스터디 그룹은 구성원들이 서로의 학업 지식으로부터 상호 이익을 얻기 위해 존재한다. 이러한 상황에서, 집단의 다른 구성원들이 리더가 전체 집단에 많은 가치를 더한다고 인식하기 때문에 리더가 종종 나타난다. 스포츠 팀에서는 최고의 선수들이 보통 주장으로 선출되며, 스터디 그룹에서는 공유할 지식이 많은 개인에게 더 호감을 느끼는 경향이 있을 수 있다. 이는 우리 자신의 생존에 가장 도움이 될 가능성이 있는 개인을 선호하는 우리의 진화적 경향의 결과일 수 있다고 주장되어 왔다.
개인이 집단에 가져다주는 실제 가치는 그의 인기를 결정하는 데 중요하지 않다; 중요한 것은 집단의 다른 구성원들이 인지하는 그의 가치뿐이다. 인지된 가치와 실제 가치는 종종 겹칠 수 있지만, 이는 필수 조건이 아니며, 개인의 실제 가치가 상대적으로 낮음에도 불구하고 높게 평가되는 경우가 있음이 밝혀졌다.

### 매력
매력, 특히 신체적 매력은 인기에 매우 심오한 영향을 미치는 것으로 나타났다. 신체적으로 매력적인 사람들은 긍정적인 특성을 소유하고 있다고 생각될 가능성이 더 높다. 매력적인 사람들은 과제를 더 잘 수행하고 더 신뢰받을 가능성이 높다. 또한, 그들은 정신 건강, 지능, 사회적 인식, 지배력과 같은 다른 많은 긍정적인 특성을 소유하고 있다고 판단된다.
또한, 평균 이상의 매력을 가진 사람들은 집단에 평균 이상의 가치를 제공한다고 가정된다. 연구에 따르면 매력적인 사람들은 이러한 인식의 정확성과 관계없이 외모 외에 아무것도 없이 많은 긍정적인 특성을 가지고 있다고 인식되는 경우가 많다. 이 현상은 후광 효과라고 알려져 있다. 이는 매력적인 사람들이 더 호감을 얻는 것 외에도, 실제 가치가 거의 없거나 전혀 없음에도 불구하고 집단에 실제 가치를 가져다주는 것으로 인식될 가능성이 더 높다는 것을 의미한다. 본질적으로, 신체적으로 매력적인 사람들은 의심의 여지 없이 이점을 얻는 반면, 덜 매력적인 사람들은 집단에 가치를 가져다준다는 것을 증명해야 한다. 신체적 매력이 사회측정적 인기와 지각된 인기 모두와 상관관계가 있음이 경험적으로 나타났다. 이에 대한 가능한 설명으로는 사회적 가시성 증가와 지각된 인기를 높일 수 있는 공격적인 사회적 상호작용에 대한 관용 수준 증가가 포함된다.

### 공격성
개인이 인기 있다고 인식되는 정도는 그 개인이 또래와 상호 작용하는 공격성의 수준과 밀접한 관련이 있다. 공격성에는 관계적 공격성과 노골적 공격성이라는 두 가지 주요 범주가 있으며, 이 둘 모두 공격자의 성별 및 매력과 같은 여러 요인에 따라 인기에 다양한 결과를 초래한다.
관계는 또한 문화에 따라 달라진다. 프린스타인은 연구에 따르면 미국에서는 공격성 증가가 사회적 지위 상승과 관련이 있는 반면, 중국에서는 사회적 지위 하락과 관련이 있다는 점을 지적한다.

#### 관계적 공격성
관계적 공격성은 다른 개인에게 정서적으로 해를 끼치는 비폭력적 공격성이다. 관계적 공격성 활동의 예시로는 집단에서 개인을 무시하거나 배제하는 것, 다른 사람에게 개인적인 모욕을 가하는 것, 소문을 퍼뜨리는 것 등이 있다. 관계적 공격성은 남성보다 여성이 더 자주 사용한다.
관계적 공격성은 사회측정적 인기와 거의 항상 강한 부정적 관계를 가지지만, 공격자의 인지된 매력 수준에 따라 지각된 인기와 긍정적 관계를 가질 수 있음이 밝혀졌다. 매력적이지 않다고 인식되는 공격자의 경우, 남성 및 여성 모두의 관계적 공격성은 지각된 인기를 감소시킨다. 그러나 매력적인 공격자의 경우, 관계적 공격성은 실제로 지각된 인기와 긍정적 관계를 가지는 것으로 나타났다.
매력과 공격성 사이의 관계는 신체적 매력 수준이 증가할수록 관계적으로 공격적인 개인의 사회측정적 인기가 실제로 더 감소한다는 발견에 의해 더욱 얽혀 있다.
요컨대, 개인이 신체적으로 매력적일수록 관계적으로 공격적인 활동에 참여할 때 사회측정적 인기는 감소하지만 지각된 인기는 증가할 가능성이 더 높다.

#### 노골적 공격성
노골적 공격성은 미는 것, 때리는 것, 발로 차는 것 또는 다른 방식으로 상대방에게 신체적 해를 입히거나 복종시키는 행위와 같이 개인이 서로 신체적으로 상호 작용하는 공격성을 말한다. 여기에는 폭력 위협 및 신체적 위협도 포함된다.
공격자가 매력적일 경우 노골적 공격성이 지각된 인기로 직접 이어진다는 것이 밝혀졌다. 신체적 매력 수준을 통제한 실험에 따르면, 매력적이고 노골적으로 공격적인 개인은 매력적이지만 노골적으로 공격적이지 않은 개인보다 지각된 인기가 더 높았다. 이는 여성의 경우 미미한 정도, 남성의 경우 상당한 정도로 사실인 것으로 나타났다.
노골적으로 공격적인 매력적인 개인은 사회측정적 인기에 거의 아무런 영향을 받지 않는다. 이는 노골적 공격성과 관계적 공격성의 주요 차이점이다. 관계적 공격성은 특히 매력적인 개인의 사회측정적 인기에 강한 부정적 관계를 미치기 때문이다. 매력적이지 않은 개인의 경우, 노골적 공격성과 사회측정적 인기 사이에 다시 강한 부정적 관계가 존재한다. 이는 매력적인 개인은 노골적 공격 행위로 인해 지각된 인기를 크게 얻을 수 있지만 사회측정적 인기는 거의 잃지 않는 반면, 매력적이지 않은 개인은 노골적 공격 행위로 인해 지각된 인기를 거의 얻지 못하지만 사회측정적 인기에 심각한 불이익을 받을 수 있음을 의미한다.

### 문화적 요인
탤컷 파슨스에 따르면, 폰스 트롬페나르스가 재작성한 바와 같이, 문화에는 네 가지 주요 유형이 있다.
- 사랑/증오 (중동, 지중해, 라틴 아메리카);
- 승인/비판 (영국, 캐나다, 스칸디나비아, 게르만 국가);
- 존경/경멸 (일본, 동아시아); 그리고
- 반응성/거부 (미국).

반응성/거부 문화만이 십대들이 적극적으로 인기를 얻으려 노력한다. 북유럽이나 남유럽, 라틴 아메리카 또는 아시아에서는 인기를 위한 노력이 없다. 이러한 정서적 유대는 미국 고등학교에만 해당된다. 사랑/증오 문화에서는 가족과 친한 친구가 인기보다 더 중요하다. 승인/비판 문화에서는 행동이 사람보다 더 중요하므로 학교에서 강한 유대가 형성되지 않는다.

### 인구통계학적 차이

#### 성숙도
인기는 주로 사회적 지위를 통해 측정된다. 사회적 지위의 중요성 때문에 또래는 사회적 의사 결정에서 주요 역할을 수행하여 개인이 다른 사람들이 자신을 좋아할 가능성을 높일 수 있도록 한다. 그러나 아이들은 우정, 학업, 대인 관계 행동을 통해 이를 수행하는 경향이 있다. 성인이 되면 직장 및 연애 관계가 훨씬 더 중요해진다. 이러한 또래 기능과 인기 얻기는 직장에서 사회적 네트워크 및 그룹에 대한 관심을 높이는 데 핵심적인 역할을 한다. 이러한 직장 환경에서 성공하기 위해 성인들은 인기를 다른 목표, 심지어 연애보다도 높은 우선순위로 둔다.

#### 성별
이러한 두 가지 유형의 인기, 즉 지각된 인기와 사회측정적 인기는 남자아이들보다 여자아이들에게 더 상관관계가 높다. 그러나 남자들이 이러한 특성을 더 크게 가질 수 있어서 리더가 될 가능성이 더 높고, 그룹에서 더 강력하고 중심적인 역할을 할 가능성이 높지만, 여자들보다 사회적으로 배제될 가능성도 더 높다고 한다. 남자아이들은 운동 능력, 멋짐, 강인함, 대인 관계 기술을 바탕으로 인기를 얻는 경향이 있다. 그러나 남자아이가 인기가 많아질수록 학업 성적은 더 나빠지는 경향이 있다. 반면에 인기 있는 여자아이들에게서는 학업에 대한 이러한 부정적인 시각이 전혀 나타나지 않으며, 그들은 가족 배경(주로 사회경제적 지위), 신체적 외모, 사회적 능력을 바탕으로 인기를 얻는다. 남자아이들은 또한 경쟁적이고 규칙에 집중하는 경향이 있는 반면, 여자아이들은 더 많은 정서적 친밀감을 가지고 있다.

#### 인종
어떤 경우에는 백인이 우세한 고등학교에서 매력적인 비백인 학생들이 평균적으로 동일하게 매력적인 백인 학생들보다 사회측정적으로 훨씬 더 인기가 있다는 것이 밝혀졌다. 이러한 현상을 설명하기 위해 제시된 한 이론은 소수 민족 학생들 사이의 높은 집단 응집성과 다수 민족 구성원들 사이의 상대적인 응집력 부족이다. 응집력이 더 크기 때문에 한 사람이 많은 사람들에게 호감을 받을 수 있는 가능성이 더 커지며, 이는 그들이 모두 접촉하기 때문이다. 이는 집프의 법칙처럼 작용하여 응집력이 더 작은 소수 민족에서 더 큰 연결을 강제하는 혼란스러운 요인으로 작용하며, 이로 인해 그들이 더 주목받고 따라서 더 인기가 많아진다. 수업에 각 사람이 얼마나 인기 있고 중요한지 물어봄으로써 지각된 인기의 예측 변수로 인종을 고려했을 때, 아프리카계 미국인 학생들이 또래들로부터 가장 인기가 많다고 평가되었다. 인종별 인기는 운동 능력과 관련이 있는 것으로 나타났으며, 아프리카계 미국인은 다른 인종의 개인들보다 스포츠에 더 능숙하다는 고정관념이 있기 때문에 더 인기 있는 것으로 간주된다. 또한, 백인 및 히스패닉계 아이들은 학교 성적이 좋고 사회경제적 배경이 높을수록 더 인기 있는 것으로 평가되었다. 어떤 단일 요인도 인기를 설명할 수 없으며, 대신 인종과 운동 능력 대 학업과 같은 여러 요인 간의 상호 작용이 중요하다.

## 직장에서 인기의 효과

### 중요성
직장에서 팀 작업이 증가함에 따라, 사람들이 사회적 승인을 구하고 느끼는 필요성이 커지고 있다. 학업 환경에서 또래들 사이의 높은 사회적 지위는 긍정적인 학업 결과와 관련이 있다. 인기는 또한 학업 환경에서 학생들이 더 많은 도움을 받고, 더 긍정적인 관계와 고정관념을 가지며, 또래들에게 더 많이 접근받도록 이끈다. 이는 학교에서 발견된 연구이지만, 직장에도 일반화될 가능성이 높다.

### 이점
인기는 직무 만족도, 개인 직무 성과, 그룹 성과와 긍정적으로 연결되어 있다. 인기 있는 직원은 자신의 직무에 더 만족할 뿐만 아니라, 더 안전하다고 느끼고, 더 좋은 근무 조건을 가지고 있다고 믿으며, 상사를 신뢰하고, 관리자 및 동료와의 의사소통에 더 긍정적인 기회를 가지며, 이는 직장에서 더 큰 책임감과 소속감을 유발한다. 다른 사람들은 인기 있는 개인들과 함께 일하는 것을 선호하는데, 특히 육체노동 직무에서 그렇다. 왜냐하면 그들이 해당 직무에 대해 가장 지식이 많지 않을 수도 있지만, 그들은 접근하기 쉽고, 기꺼이 돕고, 그룹 작업에 협력적이며, 동료들을 동등하게 대할 가능성이 높기 때문이다. 직원이 성격이 좋고, 친절하지만 지나치게 독립적이지 않다고 느끼면, 더 많은 사람들이 그 직원과 함께 일하는 것을 가장 선호한다고 말할 것이다.

### 기여 요인
노출 효과에 따르면, 하루 종일 많은 사람들과 관계를 맺어야 하는 관리자와 같이 중심적인 위치에 있는 직원들은 인기가 있다고 간주될 가능성이 더 높다.
인기에 기여하는 많은 특성이 있다.
- 진실한 방식으로 표현하고 행동하기 – 다른 사람들은 누군가가 자신에게 가짜임을 감지하면 외면할 것이다.
- 긍정적인 에너지에 집중하기 – 다른 사람들은 상호 작용이 긍정적인 분위기로 시작되지 않거나 다른 사람의 긍정적인 소식을 공유하는 데 공감하지 않으면 누군가 주변에 있는 것이 너무 지칠 것이라고 느낄 것이다.
- 다른 사람들을 존중하기 – 다른 사람들은 동등하게 대우받지 못하고 열심히 일한 것에 대해 인정받지 못하면 누군가 주변에 있는 것을 싫어한다.
- 연결 만들기 – 다른 사람들은 강한 관계를 맺고 있는 개인에게 접근할 가능성이 더 높다. 이러한 관계는 더 개인적인 문제에 대해 이야기하고, 직장 모임에 참석하고, 사무실 외부에서 소통함으로써 구축될 수 있다.
- 인내심 – 너무 빨리 외면하는 것은 관계가 성장하는 데 시간이 걸린다는 것을 무시하는 것이다. 특히 직장이 종종 유발하는 바쁘고 스트레스 받는 환경에서는 더욱 그렇다.
- 다른 사람들을 포함하기 – 다른 사람들은 프로젝트에 대한 도움을 요청받을 때 신뢰감과 소속감을 느낀다.[30]
- 실무적이거나 섬기는 리더 – 다른 사람보다 먼저 일을 하고, 덜 바람직한 일을 먼저 하고, 그것에 대해 긍정적인 태도를 가진 사람이다.

### 리더십 인기
직장에서 그룹에 대한 관심이 높아지면서 리더가 그룹과 효과적으로 소통하고 중재하여 충돌을 피하는 것이 필수적이다. 때로는 리더가 효과적이기 위해 인기가 많을 필요는 없지만, 리더가 그룹에 더 수용되고 더 호감을 얻는 데 도움이 될 수 있는 몇 가지 특성이 있다. 그룹 또는 팀의 응집력이 없으면 리더십과 인기 사이에는 상관관계가 없다. 그러나 그룹이 응집력이 있을 때, 리더십 계층에서 더 높은 위치에 있는 사람은 두 가지 이유로 더 인기가 많다. 첫째, 응집력 있는 그룹은 자신의 업무에 대해 더 개인적인 책임을 느끼므로 더 나은 성과에 더 많은 가치를 둔다. 응집력 있는 구성원들은 리더가 많은 일을 맡고 많은 개인 시간을 투자한다고 보므로, 그들이 어떤 일의 가치를 볼 때 그 성공을 리더에게 귀속시킬 수 있다. 이러한 가장 큰 기여 원칙은 팀에 큰 자산으로 인식되며, 구성원들은 리더를 더 호의적으로 보고 인기를 얻는다. 둘째, 응집력 있는 그룹은 잘 확립된 그룹 가치를 가지고 있다. 리더는 지배적인 그룹 가치를 인식하고 행동함으로써 이러한 그룹에서 더 인기를 얻을 수 있다. 그룹의 도덕과 표준을 지지하는 것은 그룹으로부터 높은 긍정적 평가를 이끌어내어 인기로 이어진다.

## 사회적 영향의 결과로서 사물의 인기

### 정보 폭포 현상
인기는 주로 소셜 네트워킹 기술 덕분에 현대 시대에 널리 적용되는 용어이다. "좋아요"는 페이스북과 같은 유비쿼터스 사이트에서 완전히 다른 수준으로 발전했다.
인기는 사회적 현상이지만 사람들이 상호작용하는 사물에도 적용될 수 있다. 집단적 관심만이 어떤 것을 인기 있게 만들 수 있는 유일한 방법이며, 정보 폭포 현상은 어떤 것의 인기가 급격히 상승하는 데 큰 역할을 한다. 영화나 음악과 같은 대중문화의 순위는 종종 대중의 취향을 반영하기보다는 처음 몇몇 구매자의 취향을 반영하는데, 이는 사회 영향이 정보 폭포 현상을 통해 무엇이 인기 있고 무엇이 아닌지를 결정하는 데 큰 역할을 하기 때문이다.
정보 폭포 현상은 개인이 동의하는지 여부와 관계없이 다른 사람의 행동을 모방하게 하는 강한 영향을 미친다. 예를 들어, 음악을 다운로드할 때 사람들은 어떤 노래를 구매할지 100% 독립적으로 결정하지 않는다. 종종 그들은 이미 유행하고 있는 노래를 보여주는 차트의 영향을 받는다. 사람들은 자신보다 먼저 행동한 사람들의 행동에 의존하기 때문에, 웹사이트의 다운로드 순위를 조작하여 대중에게 무엇이 인기를 얻을지 조작할 수 있다. 판매를 예측하기 위해 고용된 전문가들은 종종 실패하는데, 이는 그들이 일을 못해서가 아니라 소비자의 첫 노출 후에 발생하는 정보 폭포를 통제할 수 없기 때문이다. 음악은 다시 한번 훌륭한 예시이다. 좋은 노래는 차트에서 거의 부진하지 않고, 좋지 않은 노래는 거의 잘 나가지 않지만, 어떤 노래의 인기를 예측하는 것을 매우 어렵게 만드는 엄청난 변동성이 여전히 존재한다.
전문가들은 제품이 관련 제품의 상위 50% 안에 들지 여부를 결정할 수 있지만, 그보다 더 구체적으로 예측하기는 어렵다. 영향력이 강한 영향을 미치기 때문에, 이 증거는 마케터의 필요성을 강조한다. 그들은 가장 유명한 사람들과 함께 또는 미디어에 가장 자주 등장함으로써 제품을 최상의 상태로 보여줄 상당한 기회를 가지고 있다. 이러한 지속적인 노출은 더 많은 제품 팔로워를 얻는 방법이다. 마케터는 종종 평범한 제품과 인기 있는 제품의 차이를 만들 수 있다. 그러나 인기는 주로 어떤 것에 대한 집단의 일반적인 합의로 구성되기 때문에, 입소문은 새로운 관심을 끌기에 더 효과적인 방법이다. 웹사이트와 블로그는 한 친구가 다른 친구에게 추천하면서 시작되어 소셜 네트워킹 서비스를 통해 확산된다. 결국, 유행이 충분히 커지면 미디어도 이 열풍을 따라잡는다. 이러한 입소문 확산은 어떤 것이 사회 집단 전체에서 사용량과 관심을 늘릴 수 있도록 하는 사회 정보 폭포 현상이며, 결국 모든 사람이 다른 사람에게 그것에 대해 이야기할 때 인기가 있다고 여겨진다.
개인들은 주어진 정보가 완전히 틀릴 수도 있다는 것을 알면서도 다른 사람들의 말에 의존한다. 이를 집단사고라고 한다. 다른 사람에게 의존하여 자신의 결정에 영향을 미치는 것은 매우 강력한 사회적 영향력이지만, 부정적인 영향을 미칠 수 있다.

### 집프의 법칙

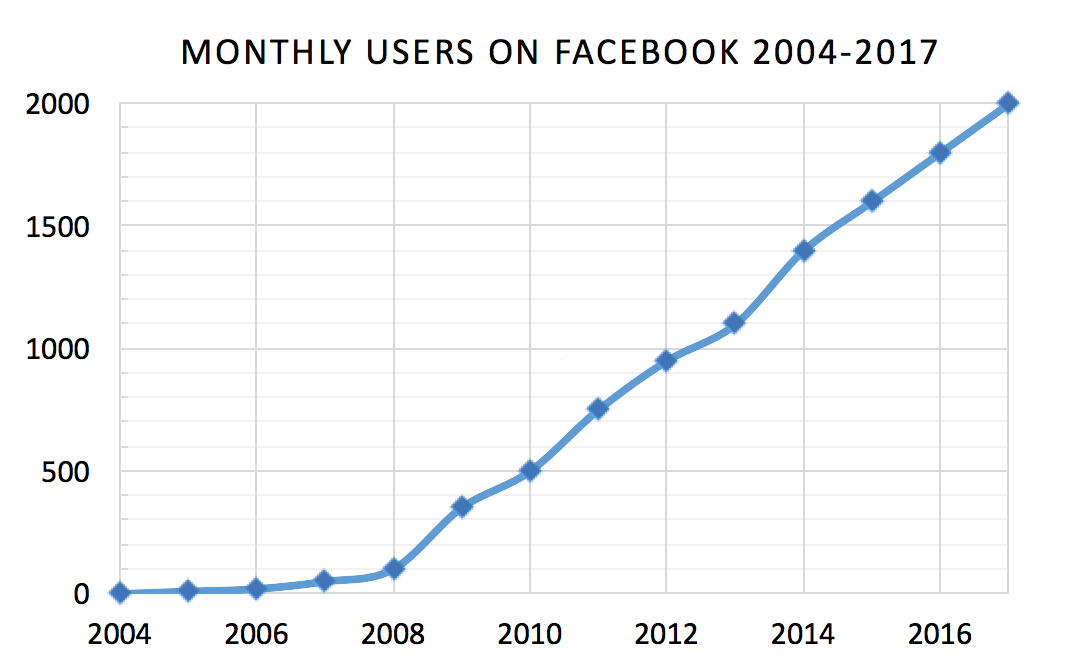
시간에 따른 페이스북의 인기를 집프의 법칙으로 설명

다양한 사물의 인기는 집프의 거듭제곱 법칙으로 설명될 수 있는데, 이는 매우 많은 양의 빈도가 낮고 적은 양의 빈도가 높다는 것을 나타낸다. 이는 다양한 사물의 인기를 보여준다.
예를 들어, 매우 인기 있는 웹사이트는 소수이지만, 많은 웹사이트는 적은 팔로워를 가지고 있다. 이것은 관심의 결과이다. 많은 사람들이 이메일을 사용하기 때문에 야후!와 같은 사이트는 많은 사람들에게 접속되지만, 특정 비디오 게임에 대한 블로그에는 소수의 사람들만이 관심을 가질 것이다. 이러한 상황에서, 야후!만이 대중에게 인기 있는 사이트로 간주될 것이다. 이는 페이스북과 같은 소셜 네트워크 서비스에서도 볼 수 있다. 페이스북의 평균 친구 수는 130명인 반면, 극히 소수의 사람들만이 큰 소셜 네트워크를 가지고 있다. 그러나 일부 개인은 5,000명 이상의 친구를 가지고 있다. 이는 극히 소수의 사람들만이 극도로 잘 연결되어 있지만, 많은 사람들은 어느 정도 연결되어 있다는 것을 반영한다. 한 사람이 가진 친구 수는 개인의 인기를 판단하는 방법이 되어왔으므로, 극히 많은 수의 친구를 가진 소수의 사람들은 페이스북과 같은 소셜 네트워크 서비스를 사용하여 소수의 사람들만이 인기 있다고 간주되는 방법을 보여주는 것이다.
인기 있는 사람들은 또래들에게 대인 관계적으로 가장 호감받는 사람은 아닐 수 있지만, 인기 없는 직원들에 비해 동료들로부터 대부분의 긍정적인 행동을 받는다. 이것은 사회측정적 인기와 지각된 인기 간의 차이로 인한 결과이다. 가장 인기 있는 사람이 누구냐는 질문에 직원들은 일반적으로 지각된 인기에 기반하여 응답하지만, 실제로는 사회측정적으로 더 인기 있는 사람들과의 사회적 상호작용을 선호한다. 각 개인이 그룹의 인기 합의와 일치하도록 보장하기 위해, 지각된 인기가 높은 사람들은 특정 개인이 대인 관계적으로, 그러나 사적으로, 더 호감을 느끼는 사람들과 동일한 긍정적인 행동으로 대우받는다. 호감받는 직원들은 임금 인상과 승진을 받을 가능성이 가장 높고, 싫어하는 (인기 없는) 직원들은 경기 침체기에 임금 삭감 또는 해고될 첫 번째 대상이 된다.
직장 환경에서 다른 사람들과 상호작용할 때, 더 인기 있는 개인은 직장에서 덜 인기 있다고 간주되는 사람보다 더 많은 조직 시민 행동(다른 사람들의 도움과 예의)과 덜 생산적이지 않은 업무 행동(무례한 반응과 정보 보류)을 받는다. 동료들은 누가 인기 있고 누가 인기가 없는지에 대해 서로 동의하며, 그룹으로서 인기 있는 동료를 더 호의적으로 대한다. 인기가 동료들로부터 더 긍정적인 피드백과 상호작용을 얻는 데 큰 결정 요인임이 입증되었지만, 이러한 특성은 의료 분야와 같이 업무량과 상호의존성이 높은 조직에서는 덜 중요하다.
많은 경우 신체적 외모는 인기의 한 가지 지표로 사용되어 왔다. 매력은 직장에서 큰 역할을 하며, 신체적 외모는 채용에 영향을 미치는데, 해당 직업이 외모로부터 이득을 얻는지 여부와는 상관없이 그렇다. 예를 들어, 판매원과 같은 일부 직업은 최종 결과에서 매력으로 이득을 얻지만, 일반적으로 매력이 직무 성과의 유효한 예측 변수가 전혀 아님을 보여주는 많은 연구가 있었다. 많은 사람들은 이것이 서구 세계의 더 개인주의적인 문화에서만 나타나는 현상이라고 생각했지만, 연구에 따르면 매력은 집단주의 문화에서도 채용에 영향을 미치는 것으로 나타났다. 모든 문화권에서 채용 과정에서 이러한 문제의 만연함 때문에, 연구자들은 성별, 인종 및 장애의 차이를 통제하기 위한 법률이 그랬던 것처럼, 그러한 영향 요인을 무시하도록 그룹을 훈련할 것을 권장했다.

## 같이 보기
- 또래집단
- 자아존중감
- 사회 영향